# Models Inc.
Models Inc. var en amerikansk TV-serie som spelades in mellan åren 1994-1995 och var en spinoff till TV-serien Melrose Place. 
Handlingen kretsade kring modellagenturen Models Inc. i Los Angeles. Agenturens chef Hillary Michaels, är mor till Amanda Woodard i Melrose Place. Hennes son David är vice VD och har förhållanden med modellerna Sarah och Julie. De bor tillsammans med agenturens andra modeller i ett stort hus vid stranden.

## Rollista i urval
- Linda Gray - Hillary Michaels
- Brian Gaskill - David Michaels
- Cassidy Rae - Sarah Owens
- Kylie Travis - Julie Dante
- Stephanie Romanov - Terri Spencer / Monique Duran
- Carrie-Anne Moss - Carrie Spencer
- Cameron Daddo - Brian Petersson
- David Goldsmith - Eric Dearborn
- Teresa Hill - Linda Holden
- Garcelle Beauvais - Cynthia Nichols
- Heather Medway - Stephanie Smith
- James Wilder - Adam Louder
- Emma Samms - Grayson Louder
- Don Michael Paul - Craig Bodi